# Klas Pontus Arnoldson

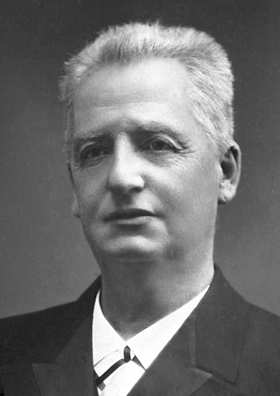
Klas Pontus Arnoldson um 1908

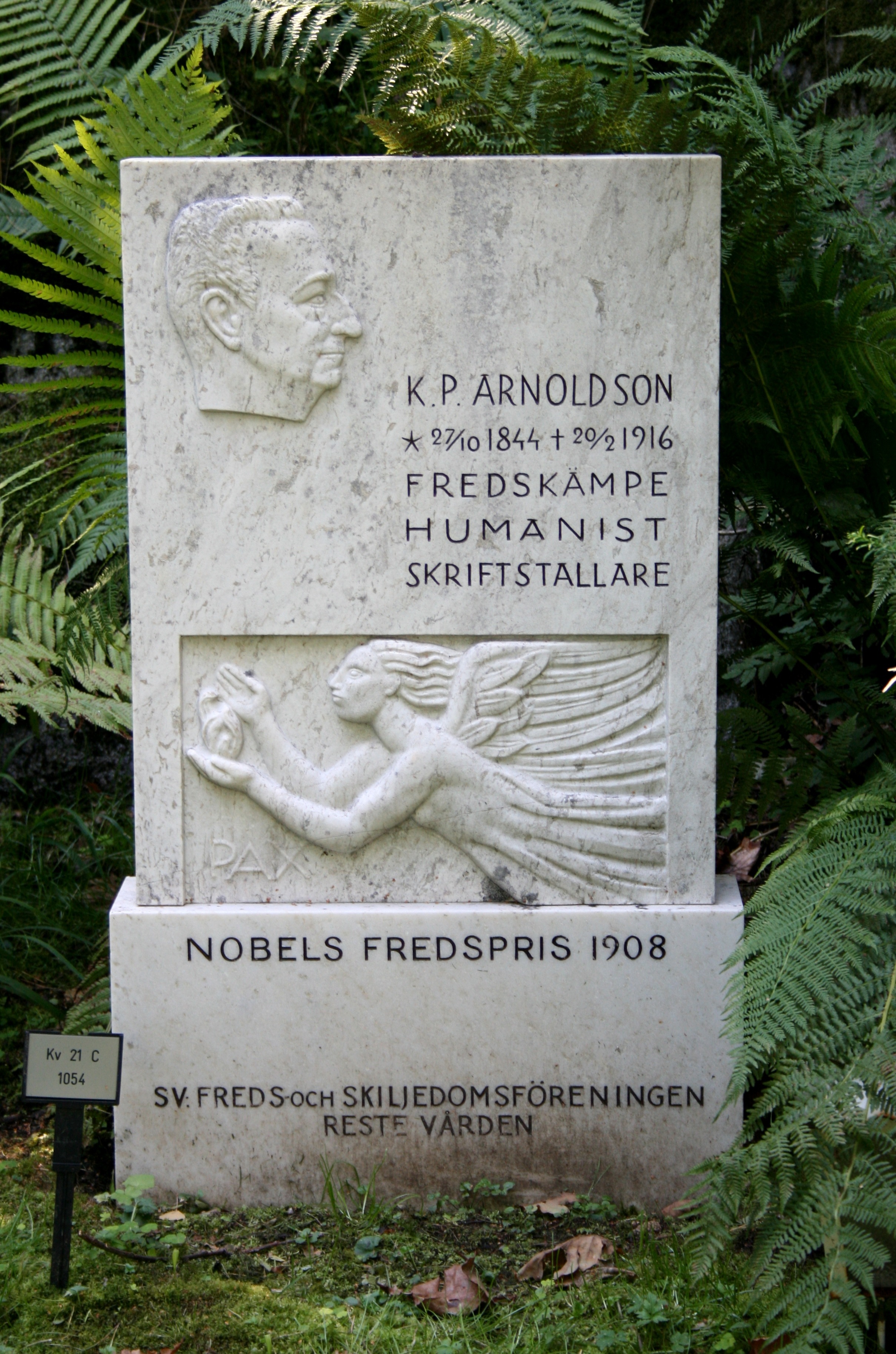
Grab von Klas Pontus Arnoldson

Klas Pontus Arnoldson (* 27. Oktober 1844 in Göteborg; † 20. Februar 1916 in Stockholm) war ein schwedischer Journalist, Politiker und Friedensnobelpreisträger.

## Leben
Als Sohn eines Hausmeisters in Göteborg geboren, entstammte Arnoldson eher einfachen Verhältnissen. Nach dem Tod des Vaters 1861 war er gezwungen, die Schule abzubrechen und eine Ausbildung zu beginnen. Bis 1871 arbeitete er als Büroangestellter für eine Eisenbahngesellschaft, dann bis 1881 als Stationsvorsteher.
Während dieser Zeit setzte er seine Studien autodidaktisch fort. Er beschäftigte sich mit Geschichte, Religion und Philosophie und beobachtete die aktuellen politischen Ereignisse. Seine Ideen zu Religion, Politik und Pazifismus veröffentlichte er in verschiedenen Zeitungen und Zeitschriften (Nordiska Dagbladet, Sanningssökaren), aber auch in Büchern und politischen Pamphleten.
Nach seiner Wahl in den schwedischen Reichstag 1882, dem er bis 1887 angehörte, setzte er sich für ein erweitertes Stimmrecht, Religionsfreiheit, Abrüstung und die politische Neutralität Schwedens ein.
1883 wurde er Mitbegründer und erster Vorsitzender der Svenska freds- och skiljedomsföreningen („Schwedische Friedens- und Schiedsgerichtsvereinigung“), die als Reaktion auf Aufrüstungspläne der schwedischen Regierung gegründet wurde. Ab 1890 half er durch Reden bei Versammlungen in ganz Schweden und Norwegen eine Verhandlungslösung im Konflikt zwischen den beiden in einer Union vereinigten Staaten vorzubereiten. Mit der einvernehmlichen Auflösung der Union 1905 und der folgenden Unabhängigkeit Norwegens gelang eine friedliche Lösung des Konflikts.
Im Jahr 1908 erhielt Arnoldson gemeinsam mit Fredrik Bajer den Friedensnobelpreis für seine Bemühungen um die friedliche Lösung des Konflikts zwischen Schweden und Norwegen. 1911 war er Gast der American Colony in Jerusalem und veröffentlichte darauf 1913 Seele Jerusalems (Jerusalems själ).

## Werke (Auswahl)
- Neutralitetsfrågan. Vidräkning med de stora Stockholmstidningarne. Björck, Stockholm 1883.
- Är världsfred möjlig? En historisk framställning af sträfvandena för lag och rätt mellan folken. Fröléen, Stockholm 1890.
  - Pax Mundi. Eine historische Darstellung der Bestrebungen für Gesetz und Recht zwischen den Völkern. übersetzt von J. Müller, Verlag Strecker & Moser, Stuttgart 1896 (mit einer Einleitung und Chronik der Friedensbewegung von Bertha von Suttner).[2][3]
- Nordens enhet och Kristian II. Samuelson, Stockholm 1899.
- Seklernas hopp: En bok om världsfreden. Wilhelmsson, Stockholm 1901, auch auf Englisch, Französisch, Norwegisch und Deutsch
- F-båten och freden. Wilhelmsson, Stockholm 1912.